# Scottish League One 2021-2022
La Scottish League One 2021-2022 è stata la 47ª edizione di quella che era la Scottish Second Division e la nona sotto la nuova denominazione. La stagione è iniziata il 31 luglio 2021 e si è conclusa il 13 maggio 2022

## Squadre partecipanti
| Squadra        | Città       | Stadio                     | Capienza | Posizione 2020-2021                          |
| -------------- | ----------- | -------------------------- | -------- | -------------------------------------------- |
| Airdrieonians  | Airdrie     | Excelsior Stadium          | 10,170   | 2º posto                                     |
| Alloa Athletic | Alloa       | Recreation Park            | 3,100    | 10º posto in Scottish Championship 2020-2021 |
| Clyde          | Cumbernauld | Broadwood Stadium          | 8086     | 8º posto                                     |
| Cove Rangers   | Altens      | Balmoral Stadium           | 3,023    | 3º posto                                     |
| Dumbarton      | Dumbarton   | Dumbarton Football Stadium | 2,020    | 9º posto                                     |
| East Fife      | Methil      | Bayview Stadium            | 1,980    | 6º posto                                     |
| Falkirk        | Falkirk     | Falkirk Stadium            | 8,000    | 5º posto                                     |
| Montrose       | Montrose    | Links Park                 | 4,936    | 4º posto                                     |
| Peterhead      | Peterhead   | Balmoor Stadium            | 4,000    | 7º posto                                     |
| Queen's Park   | Glasgow     | Firhill Stadium            | 10,102   | 1º posto in Scottish League Two 2020-2021    |

## Classifica finale
|  | Pos. | Squadra        | Pt | G  | V  | N  | P  | GF | GS | DR  |
|  | ---- | -------------- | -- | -- | -- | -- | -- | -- | -- | --- |
|  | 1.   | Cove Rangers   | 79 | 36 | 23 | 10 | 3  | 73 | 32 | +41 |
|  | 2.   | Airdrieonians  | 72 | 36 | 21 | 9  | 6  | 68 | 37 | +31 |
|  | 3.   | Montrose       | 59 | 36 | 15 | 14 | 7  | 53 | 36 | +17 |
|  | 4.   | Queen's Park   | 51 | 36 | 11 | 18 | 7  | 51 | 36 | +15 |
|  | 5.   | Alloa Athletic | 45 | 36 | 12 | 9  | 15 | 49 | 57 | -8  |
|  | 6.   | Falkirk        | 44 | 36 | 12 | 8  | 16 | 49 | 55 | -6  |
|  | 7.   | Peterhead      | 42 | 36 | 11 | 9  | 16 | 46 | 51 | −5  |
|  | 8.   | Clyde          | 39 | 36 | 9  | 12 | 15 | 39 | 62 | −23 |
|  | 9.   | Dumbarton      | 34 | 36 | 9  | 7  | 20 | 48 | 71 | −23 |
|  | 10.  | East Fife      | 23 | 36 | 5  | 8  | 23 | 31 | 70 | −39 |

Legenda:

      Campione di League One e promossa in Championship
      Ammesse ai play-off per la Championship
      Ammesse ai play-out per la League Two
      Retrocessa in League Two
Note:

Tre punti a vittoria, uno a pareggio, zero a sconfitta.

## Post season

### Play-off promozione
Ai play-off partecipano la 2ª, 3ª e 4ª classificata della League One (Airdrieonians, Montrose, Queen's Park) e la 9ª classificata della Championship 2021-2022 (Dunfermline Athletic).

#### Semifinali
| Squadra 1    | Totale | Squadra 2     | Andata | Ritorno     |
| ------------ | ------ | ------------- | ------ | ----------- |
| Montrose     | 5 – 6  | Airdrieonians | 1 – 0  | 4 – 6 (dts) |
| Queen's Park | 1 – 0  | Dunfermline   | 0 – 0  | 1 – 0       |

#### Finale
| Squadra 1    | Totale | Squadra 2     | Andata | Ritorno |
| ------------ | ------ | ------------- | ------ | ------- |
| Queen's Park | 3 – 2  | Airdrieonians | 1 – 1  | 2 – 1   |

### Play-out
Ai play-out partecipano la 2ª, 3ª e 4ª classificata della League Two 2021-2022 (Forfar Athletic, Annan Athletic, Edinburgh City) e la 9ª classificata della League One 2021-2022 (Dumbarton).

#### Semifinali
| Squadra 1      | Totale | Squadra 2       | Andata | Ritorno |
| -------------- | ------ | --------------- | ------ | ------- |
| Edinburgh      | 5 – 2  | Dumbarton       | 4 – 1  | 1 – 1   |
| Annan Athletic | 2 – 1  | Forfar Athletic | 1 – 0  | 1 – 1   |

#### Finale
| Squadra 1 | Totale | Squadra 2      | Andata | Ritorno |
| --------- | ------ | -------------- | ------ | ------- |
| Edinburgh | 3 – 2  | Annan Athletic | 2 – 0  | 1 – 2   |

## Verdetti
- Cove Rangers: Vincitore della Scottish League One, promosso in Scottish Championship 2022-2023.
- Queen's Park: Vincitore dei play-off, promosso in Scottish Championship 2022-2023.
- Dumbarton: Perdente dei play-out, retrocesso in Scottish League Two 2022-2023.
- East Fife: Ultimo della Scottish League One, retrocesso in Scottish League Two 2022-2023.